# Winfield Scott
Winfield Scott (Condado de Dinwiddie, Virginia, 13 de junio de 1786 - West Point, Nueva York, 29 de mayo de 1866) fue general del ejército de los Estados Unidos, diplomático y candidato presidencial de su país.
Apodado Fastidio y Pompa (Old Fuss and Feathers), por su exagerado apego al reglamento y su rigurosa propiedad en el vestir, sirvió a su país como general por más tiempo que ningún otro personaje en la historia de Estados Unidos y la mayoría de los historiadores le describen con el comandante más dotado de su época en América.
En el curso de su carrera de 50 años participó en la guerra anglo-estadounidense de 1812, la Intervención estadounidense en México, la Guerra de Black Hawk, las guerras seminolas y brevemente en la guerra civil estadounidense. Ayudó en la concepción del Plan Anaconda que sería usado para la derrota de la Confederación. Sirvió como comandante general del ejército por veinte años, más tiempo que ningún otro en ese cargo. Héroe nacional después de la guerra con México sirvió como gobernador militar de la Ciudad de México. 
Tal fue su popularidad que su partido, el Whig, decidió nominarlo en lugar de Millard Fillmore para las elecciones presidenciales de 1852. No obstante de perder las elecciones frente al demócrata Franklin Pierce su popularidad no decreció, en cambio fue ascendido al rango de Teniente general convirtiéndose en el primer militar desde George Washington en ostentar el cargo.

## Primeros años
Winfield Scott nació en la plantación familiar "Laurel Branch" en el condado de Dinwiddie cerca de Petersburg, Virginia el 13 de junio de 1786. En su estado natal fue educado en The College of William and Mary para la abogacía y la milicia antes de ser comisionado capitán de artillería en 1808. Los primeros años de Scott en el ejército fueron difíciles. Su nombramiento fue suspendido por un año seguido de una corte marcial por insubordinación al criticar a su comandante general, el pusilánime y corrupto James Wilkinson.

## La guerra de 1812
Durante la Guerra de 1812 en Canadá, el teniente coronel Scott tomó el mando de una partida de desembarco durante la Batalla de Queenston Heights en Ontario Canadá el 13 de octubre de 1812, pero fue forzado a rendirse junto con el comandante de la milicia el general brigadier William Wadsworth, cuando la mayoría de los miembros de la milicia de Nueva York rehusaron entrar a Canadá en apoyo a la invasión.
Al año siguiente, Scott fue liberado en un intercambio de prisioneros. Al ser liberado, regresó a Washington a presionar al senado para tomar una acción punitiva en contra de los prisioneros británicos en respuesta a la ejecución de trece prisioneros de guerra americanos de origen irlandés capturados en Queenston Heights (los británicos los consideraban súbditos ingleses y por lo tanto traidores). El Senado expidió un decreto en consecuencia pero el presidente James Madison rehusó ejecutarlo, en la creencia de que la ejecución de prisioneros de guerra era indigna de naciones civilizadas. 
En mayo de 1813, Scott, ahora coronel, planeó y condujo la captura del Fuerte George en el lado Canadiense del río Niágara. La operación, a través del río y desembarco en las costas del lago Ontario, forzó a que los británicos abandonaran el fuerte. Fue una de las mejor planeadas y ejecutadas operaciones de la guerra. 
En marzo de 1814, Scott fue ascendido a brigadier general. En julio del mismo año Scott comandó la primera brigada del ejército en la campaña del Niágara, ganando la batalla de Chippewa decisivamente. Fue herido durante la sangrienta batalla de Lundy, junto con el mayor general Jacob Brown. Las heridas de Scott en esta batalla fueron tan severas que no estuvo en activo por el resto de la guerra. 
Scott era conocido con el apodo de Fastidio y Pompa (Old Fuss and Feathers), por su apego al reglamento y su propiedad en el vestir. En las campañas prefería a los soldados regulares que a los voluntarios, y se preocupaba por el bienestar de sus hombres, cuando tuvo un confrontamiento con el general Wilkinson acerca de un vivaque insalubre que resultó estar sobre la propiedad del general. Durante un brote de cólera en un puesto bajo su mando, el mismo Scott fue el único oficial que permaneció para atender a sus hombres.

## La nulificación y el sendero de lágrimas

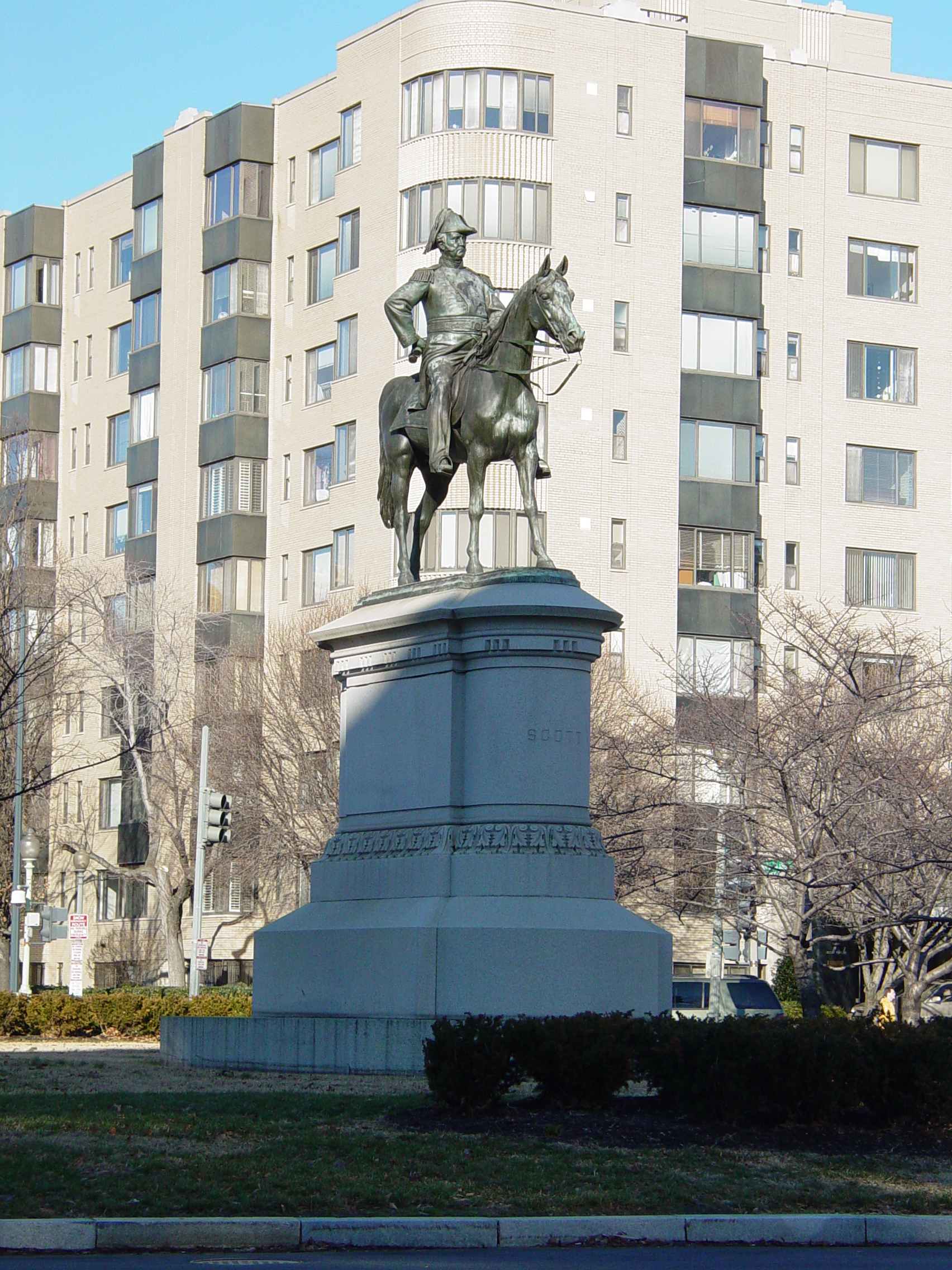
Estatua de Winfield Scott en la Rotonda Scott en Washington D. C..

En la administración del presidente Andrew Jackson, Scott organizó las fuerzas del gobierno en contra del Estado de Virginia durante la crisis de la nulificación. Una sagaz diplomacia y el empleo estratégico de su guarnición evitó un mayor conflicto en Charleston que ayudó apaciguar la crisis.
En 1832 Scott reemplazó a John Wool como comandante de las tropas federales en la Nación Cheroqui. El presidente Jackson no estaba de acuerdo con la visión de Suprema Corte de los Estados Unidos sobre el Derecho de autogobierno de la nación Cheroqui. En 1835 Jackson convenció a un grupo minoritario de Cheroquis para firmar el Tratado de New Echota. 
En 1838, siguiendo las órdenes de Jackson, Scott asumió el mando del "Ejército de la Nación Cheroqui" con base en el Fuerte Cass y en el Fuerte Butler. El presidente Martin Van Buren, quien había sido el secretario de Estado de Jackson y ahora su vicepresidente, en adelante dirigió a un renuente Scott a trasladar a todos aquellos Cheroquis que no habían sido trasladados al oeste en cumplimiento con el Tratado.
Scott arribó a New Echota, en la Nación Cheroqui el 6 de abril de 1838 e inmediatamente la dividió en tres distritos militares. Designó el 26 de mayo como el comienzo de la primera fase del traslado. La primera fase comprendería a los Cheroquis de Georgia. Tuvo que utilizar a 4,000 hombres de la milicia en lugar de regulares debido a que estos últimos no habían llegado. Scott prefería a los regulares que a diferencia de la milicia, no se beneficiaban del traslado, (algunos milicianos, por ejemplo ya habían reclamado propiedades de los Cheroquis). Scott no era partidario de la migración forzada y se mostraba contrariado a la naturaleza injusta de la acción.
Las implicaciones morales de las políticas del presidente Van Buren (y de su predecesor Andrew Jackson) no hicieron fáciles esas órdenes. Pero como subordinado y no elegido popularmente tenía que obedecerlas. Buscar las mejores condiciones para el pueblo cheroqui era todo lo que podía hacer. En sus instrucciones a la milicia, les recordaba que cualquier acto de crueldad se volvería "una aberración a las generosas simpatías del pueblo americano" (muchos de los cuales, como John Quincy Adams, estaban en contra del traslado, culpando a los políticos sureños y a los usurpadores de tierras"). 
También amonestó a sus tropas a no disparar contra ningún fugitivo a menos que opusiera resistencia. Más aún, fue muy claro acerca de ayudar a los débiles "deberán emplearse caballos o ponis para trasportar a los cheroquis demasiado débiles o enfermos para la marcha. También "infantes, ancianos, dementes, y mujeres en condición desesperada" merecen "especial atención, que los valientes y compasivos buscarán adecuarla a las necesidades del caso."
Las buenas intenciones de Scott, no protegieron apropiadamente a los cheroquis de terribles abusos, especialmente por parte de "la chusma desenfrenada que seguía la marcha de los soldados con el fin de entregarse al saqueo y al pillaje".
Al final de la primera fase del traslado en agosto de 1838, 3,000 cheroquis habían salido de Georgia y Tennessee viajando por el río hacia Oklahoma; pero otros 13,000 permanecían en campos. Debido a la intercesíon de John Ross en Washington, aquellos cheroquis viajarían, de acuerdo a Eisenhower, "por sus propios medios, desarmados, y sin supervisión por parte de la milicia o de los regulares.
A pesar de las protestas de contratistas blancos, dueños de vapores y otros que se beneficiaban al vender sus servicios al gobierno, Scott no dudó en hacer cumplir sus órdenes (a pesar de las demandas de Andrew Jackson al procurador general de que Scott debiera ser remplazado y Ross arrestado). Los cheroquis fueron reunidos y mantenidos en empalizadas infestadas de ratas con poca comida, de acuerdo a algunos reportes. 
El soldado John G. Burnett escribió más tarde. "las futuras generaciones leerán y condenarán el acto y espero que la posteridad recuerde que soldados rasos como yo, y como los cuatro cheroquis que fueron forzados a disparar en contra de un jefe indio y sus hijos, tuvimos que ejecutar órdenes de nuestros superiores. No tuvimos otra opción en el asunto."
Más de 4,000 cheroquis entre hombres, mujeres y niños murieron en confinamiento antes de haber comenzado el viaje hacia el oeste. Por causa del gran número de muertes por calor entre los primeros grupos obligados a marchar al oeste, los cheroquis rogaron a Scott a posponer la segunda fase del traslado hasta después del verano, a lo cual accedió. Determinado a acompañarlos como observador, Scott salió de Athens, Georgia el 1 de octubre de 1838 y viajó con la primera "compañía" de unas mil personas, entre cheroquis y esclavos negros, llegando solo a Nashville, donde recibió órdenes de regresar de inmediato a Washington para lidiar con una situación en la frontera canadiense. Muy pronto la marcha forzada se conoció como el sendero de lágrimas.
En una nueva encomienda, Scott ayudó a eliminar las tensiones habidas entre los oficiales del Estado de Maine y la provincia Británico-canadiense de Nueva Brunswick en la guerra "fría" de Aroostook en marzo de 1839. Como resultado de su éxito, Scott fue ascendido a mayor general (entonces el mayor rango militar en el ejército de lods Estados Unidos) y general en jefe en 1841, sirviendo hasta 1861.
Durante su estancia en el ejército, Scott peleó en la guerra de Halcón Negro, las Guerras Seminolas, y brevemente, en la guerra de Secesión.

## La estrategia
Después de la guerra de 1812, Scott tradujo varios manuales napoleónicos al inglés. Bajo la dirección del Departamento de Guerra, Scott publicó en 1830 Resumen de Tácticas de Infantería, que incluye Ejercicios y Maniobras de Infantería Ligera y Rifleros, para el uso de la Milicia de los Estados Unidos.
En 1840, Scott escribió Tácticas de Infantería, o, Reglamento para los Ejercicios y Maniobras de la Infantería de los Estados Unidos. Esta obra en tres volúmenes fue el manual de adiestramiento para el ejército hasta la publicación de Tácticas, en 1830, para el uso de la milicia, obra de William J. Hardee.
Era de sumo interés para Scott el desarrollo profesional de los cadetes de la Academia Militar de los Estados Unidos.

## La guerra con México

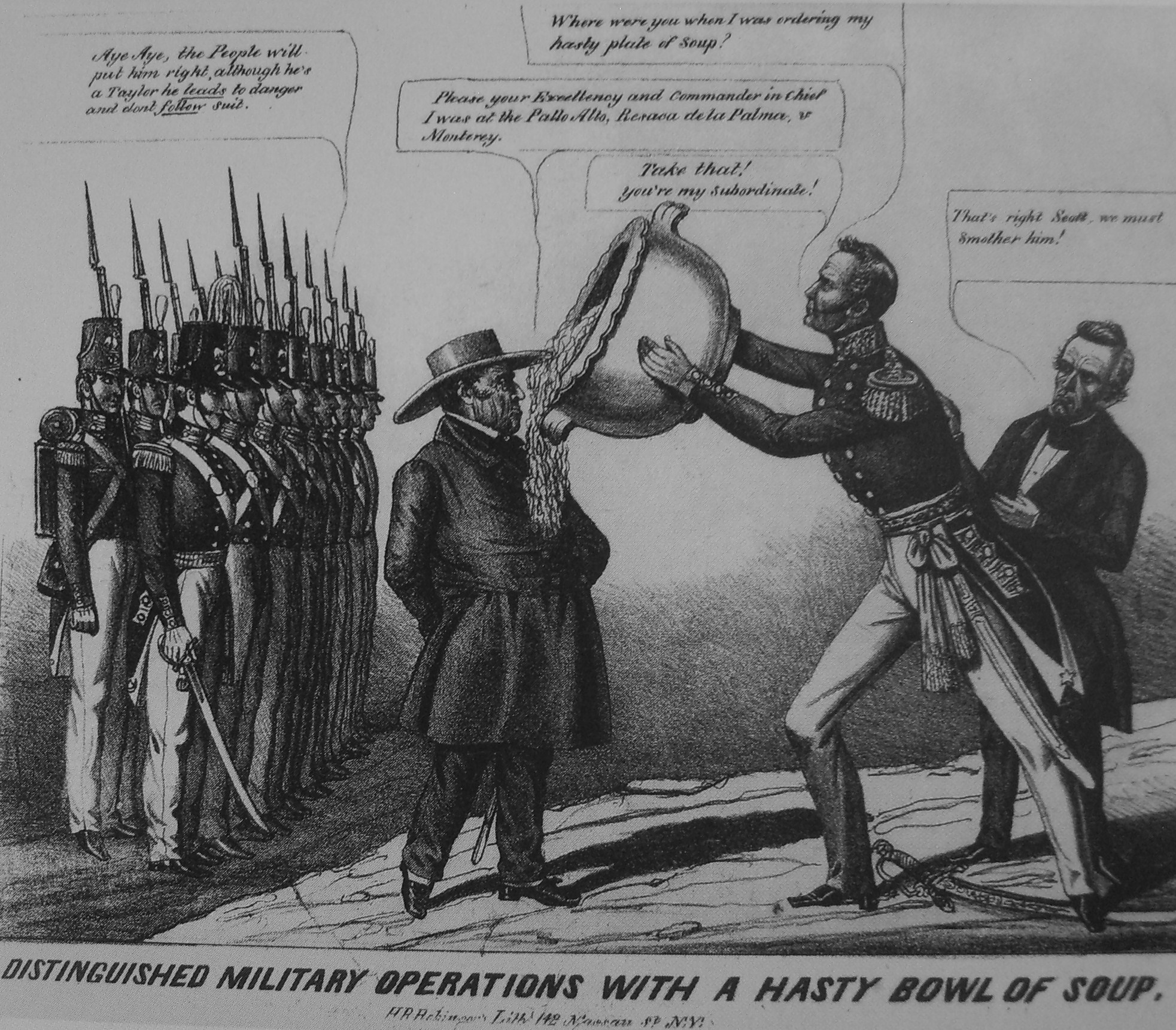
"Notables operaciones militares con un tazón de sopa a la carrera". Al comienzo de la guerra el presidente Polk favoreció a Taylor para ponerlo a la cabeza del ejército quienes además eran del mismo partido, al recibir Scott la carta de Polk para anunciarle este hecho, contestó con otra que comenzaba diciendo: "la carta me llegó cerca de las 6 de la tarde, justo cuando me sentaba a comer un plato de sopa a la carrera". La anécdota convirtió a Scott en el centro de las burlas del público norteamericano. Más tarde Polk impaciente por terminar la guerra y terminar con la popularidad de Taylor decidió quitarle el mando para dárselo al general Scott. En la imagen se ve a un Scott vaciando un gran plato de sopa sobre Taylor que al tiempo le pregunta: "¿Dónde estaba Ud. cuando yo ordenaba mi sopa a la carrera?", a lo que Taylor contesta: "Por favor Su Excelencia y Comandante en Jefe, estuve en Palo Alto, la Resaca de la Palma y Monterrey". Polk, que observa la escena lo incita: "Muy bien Scott, ¡tenemos que bajarle los humos!"

Durante la intervención estadounidense en México, a Scott se le comandaron los dos ejércitos del sur. En tanto Zachary Taylor comandaba el ejército del norte, compuesto de milicianos y voluntarios. El objetivo militar de Scott era terminar tajantemente la guerra emprendida contra México, por lo que impuso como objetivo someter a la capital del país: la Ciudad de México. Para llegar a la Ciudad de México desde Veracruz, Scott y su ejército siguieron la misma ruta que siguió Hernán Cortés que lo llevaría a Tenochtitlan en 1519, quizá inspirado por la obra de William H. Prescott, Historia de la Conquista de México. El presidente y general Antonio López de Santa Anna era su homólogo adversario. 
A pesar del calor, las lluvias y lo malo de los caminos, Scott ganó las Batallas de Cerro Gordo, Padierna, Churubusco y Molino del Rey, y finalmente tomando el Castillo de Chapultepec el 13 de septiembre de 1847, después de lo cual la ciudad se rindió. Cuando 72 hombres del Batallón de San Patricio (compuesto por desertores del ejército estadounidense que se pasaron al ejército mexicano) fueron capturados en Churubusco y traídos ante Scott, este supo que tenía un problema. 
El castigo a los desertores durante la guerra era la muerte por ahorcamiento. Sin embargo, Scott aún enfrentaba a un enemigo peligroso y a un posible contraataque, así que decidió que una corte marcial resolviera el asunto.
Eisenhower dice que los hombres fueron enjuiciados en dos grupos. Los juicios fueron conducidos por el coronel John Garland y el coronel Bennet Riley. Debido a que todos los hombres capturados usaban uniformes mexicanos, fueron encontrados culpables y sentenciados a la horca. Scott, sin embargo, estaba inconforme con el veredicto. 
A su vez, no deseaba convertir en mártires a los desertores que para el pueblo ya eran héroes. Ni tampoco deseaba alentar una insurgencia que debilitaría a su programa de pacificación aún en progreso. Y a esto se agregaba que Scott sentía la necesidad de hacer algo para justificar los juicios y aún las sentencias. Con la experiencia en la práctica del Derecho, concluyó que algunos merecían una pena atenuada, para lo cual no descansó hasta hallar las excusas para evitar la aplicación de la pena capital. 
Al final la aprobó para cincuenta de los setenta y dos San Patricios, perdonando a cinco y reduciendo la sentencia a otros quince, incluyendo a su líder John Riley, que había desertado antes inicio de la guerra. Los demás quedaron en la lista para ser ejecutados, 16 de los cuales fueron colgados el 9 de septiembre de 1847 en San Ángel, 4 al día siguiente en Mixcoac y 30 fueron ejecutados por el coronel William Harney el 13 de septiembre cuando se izaba la bandera americana sobre el castillo de Chapultec.
Eisenhower hace notar que Harney usó su imaginación para someterlos a tormento. Así cuando el día fatídico llegó, colocó a cada desertor sobre una mula con una soga alrededor de su cuello asegurándola a la estructura del patíbulo. Entonces durante la Batalla de Chapultepec, justo cuando la bandera de las barras y las estrellas fuera enarbolada y vista por encima de los muros de la ciudadela, ordenó a los verdugos espolear a las mulas, haciéndolas avanzar y dejando a los desertores en el aire oscilando macabramente. 
Algunos arguyen que esto significó una mancha en su expediente, debido a que el incidente violó algunas normas sobre la guerra. Eisenhower, sin embargo atribuye el incidente a Harney. En medio de las intrigas políticas que sobrevendrían más tarde, Scott abiertamente negó los incidentes ocurridos en Chapultepec declarando que "ningún irlandés... se supo que diera la espalda a sus amigos."

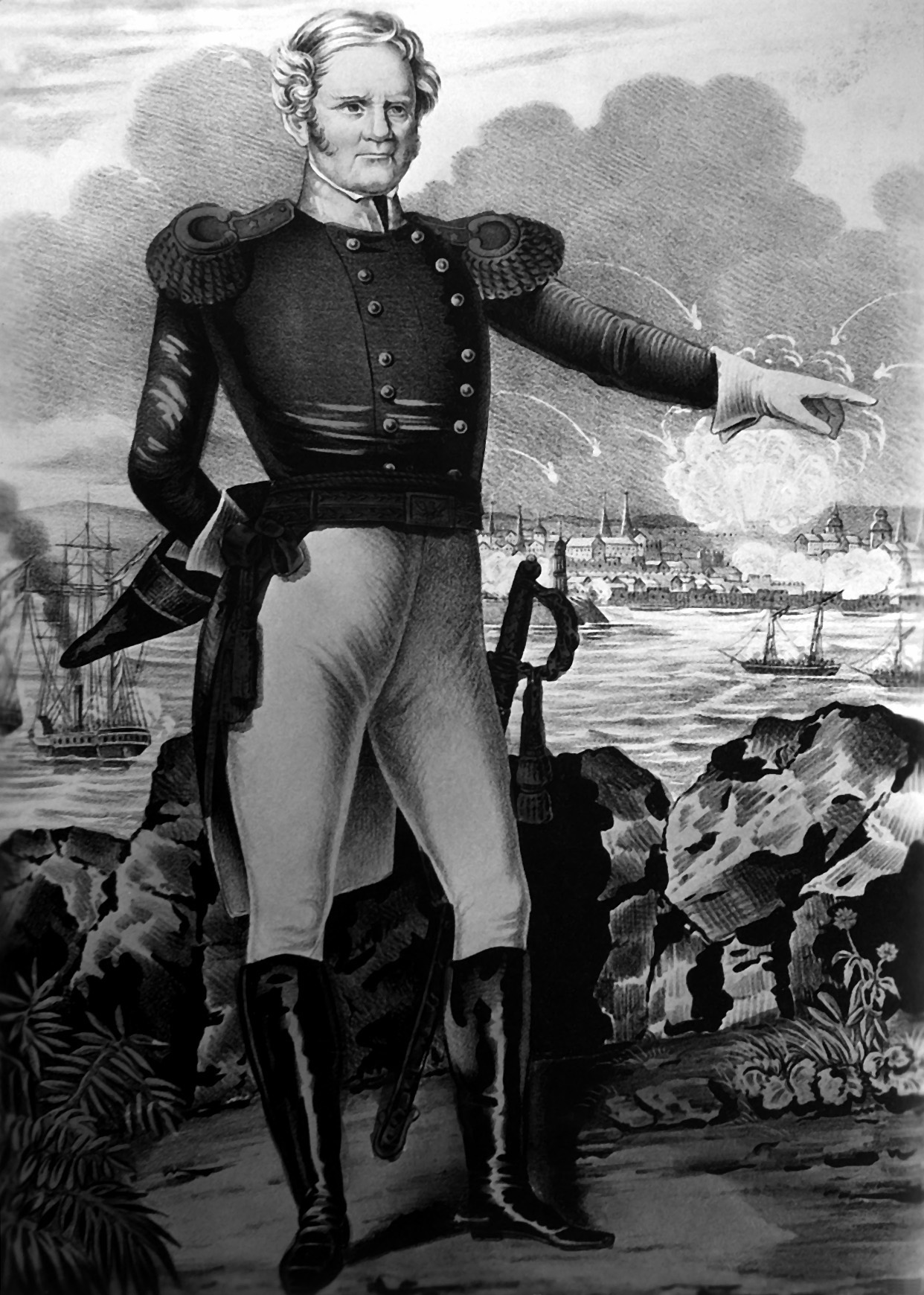
General Winfield Scott en el asedio a Veracruz.

Como comandante militar de la Ciudad de México, se le tenía en alta estima tanto por las autoridades civiles mexicanas como por las estadounidenses, que se atribuía principalmente a su política de pacificación. Un ejemplo fue que cuando Scott expidió su "orden de ley marcial" para ser aplicada y dictada en México (para prevenir saqueos, violaciones, asesinatos, etc.), todos los que la infringieran, tanto mexicanos como americanos, serían tratados de igual forma. 
La vanidad de Scott, así como de su corpulencia, dieron motivo a una frase sarcástica que habría de acosarlo por el resto de su vida política. Polk, que no simpatizaba con Scott, aprovechó las victorias de Taylor para ponerlo a la cabeza del ejército, al recibir la carta de Polk informándole del hecho, él contestó con otra que iniciaba con la frase: "la carta me llegó cerca de las 6 de la tarde, justo cuando me sentaba a comer una sopa a la carrera". 
La administración Polk, con la intención de sabotear la reputación de Scott, publicó la carta, y se convirtió de inmediato en lugar común de las burlas contra Scott apareciendo en caricaturas y canciones que lo acosaron el resto de su vida. Otra carta de Scott dirigida a Mercy refleja su rechazo a "no enfrentar un fuego en su trasero (de Washington) mientras enfrentaba otro con los mexicanos."
Otro ejemplo de la vanidad de Scott fue su reacción al perder una partida de ajedrez con un joven de Nueva Orleans llamado Paul Morphy en 1846, futuro campeón mundial oficioso del juego. Scott no tomó la derrota caballerosamente frente al prodigio del ajedrez de ocho años. Estos detalles no opacan su larga y distinguida carrera militar. No en vano el duque de Wellington, ganador en Waterloo, al conocer el triunfo en México en contra de todos los alarmantes pronósticos, proclamó a Scott como, "el más grande general en la actualidad."

## Política
En las elecciones presidenciales de 1852, el partido Whig declinó a nominar a su presidente titular, Millard Fillmore, quien había llegado a la presidencia por causa de la muerte del héroe de guerra americano general Zachary Taylor. Buscando repetir su éxito electoral, el partido Whig hizo a un lado a Fillmore y nominaron a Scott, quien enfrentó al demócrata Franklin Pierce. Sin embargo, el proceso de nominación presagió la elección general.
Más divididos por rivalidades domésticas que por los demócratas, los miembros del partido Whig votaron más de 53 veces antes de nominar al héroe de la guerra con México Winfield Scott. Los delegados unánimemente aprobaron la plataforma excepto por el artículo que prometía "aquiesencia" para el compromiso de 1850, "el acta conocido como la ley del esclavo fugitivo." El artículo fue votado en una elección de 212 contra 70, cuya oposición provino principalmente de los simpatizantes de Scott. El viejo soldado, se enfrentó a la confusión dentro de su partido y resolvió el problema anunciando " acepto la nominación con las resoluciones adjuntas." A lo cual los miembros del Whig replicaron, "aceptamos al candidato pero repudiamos la plataforma." 
La reputación antiesclavista de Scott minó el apoyo del Sur, mientras que la plataforma pro-esclavitud del partido deprimio las simpatías en el Norte, y además el contrincante de Scott era también un veterano de la guerra con México. Pierce fue elegido por mayoría abrumadora dejando a Scott solo con los votos electorales de Massachusetts, Vermont y Tennessee.
A pesar de la derrota electoral Scott siguió siendo un héroe nacional de gran simpatía popular. En 1855, por decreto especial del Congreso, Scott fue promovido al grado de Teniente General, convirtiéndolo en la segunda persona en la historia militar de los Estados Unidos, después de George Washington, en tener ese cargo.
En 1859, Scott viajó al Pacífico Noroeste para intentar resolver una disputa con los británicos sobre la isla de San Juan, que fue la causa de la llamada "Guerra del Cerdo". El viejo general estableció buenas relaciones con ellos y fue capaz de alcanzar una resolución pacífica al conflicto.

## Guerra Civil

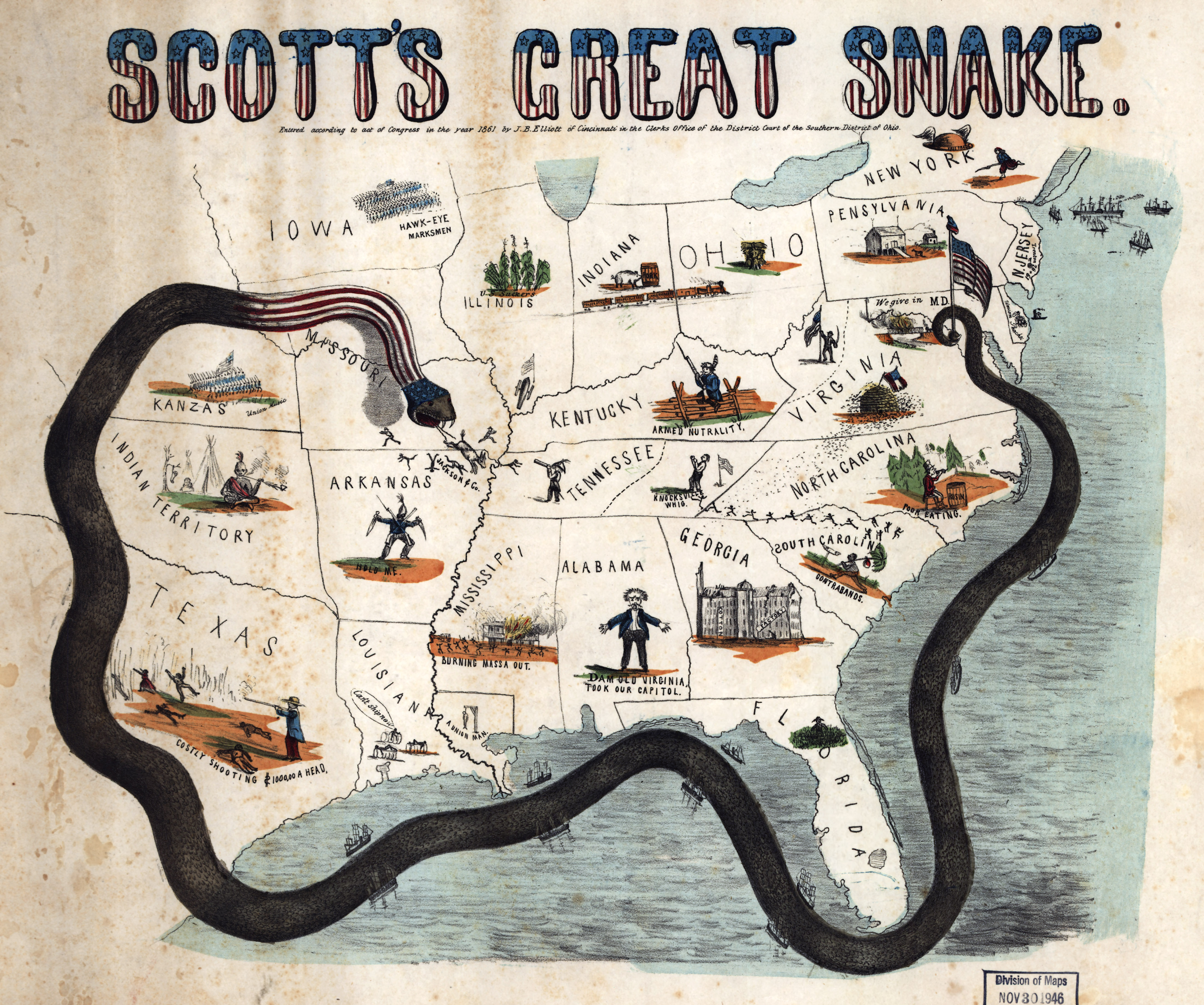
Mapa caricaturizado del Plan Anaconda para derrotar a la Confederación.

Como general en jefe de la Unión, al comienzo de la guerra de Secesión, el anciano Scott sabía que no podía ir a la batalla él mismo. Era demasiado corpulento para montar a caballo. Ofreció el comando del ejército al coronel Robert E. Lee. Sin embargo, cuando el Estado de Virginia abandonó la Unión en abril de 1861, Lee renunció y el comando de las fuerzas federales que defendían la capital de Washington D. C. pasó al brigadier general Irving McDowell. Aunque nació y fue criado en Virginia, Scott permaneció leal a la Unión a la cual había servido la mayor parte de su vida y rehusó dejar su puesto aún habiendo dejado de pertenecer a la Unión su estado natal.
Scott no creía en una victoria rápida de las fuerzas federales. Creó un plan a largo plazo para derrotar a la Confederación ocupando posiciones clave, tales como el río Misisipi y puertos de la Costa del Atlántico y el Golfo de México, para después tomar Atlanta. Este plan llamado Anaconda fue ridiculizado en la prensa; sin embargo, en general fue la estrategia que la Unión empleó, particularmente en el frente occidental y en los exitosos bloqueos navales de los puertos confederados. En 1864, fue seguido por el general Ulysses S. Grant y ejecutado por el general William Tecumseh Sherman en la campaña de Atlanta hacia el mar. 
La pobre condición física de Scott puso en duda sus capacidades; sufría de gota y reumatismo y su peso rebasaba los 150 kilos, lo que provocó que algunos se mofaran de su apodo "Fastidio y Pompa", "Old Fuss and Feathers", llamándolo "Viejo gordo y débil", "Old Fat and Feeble". El mayor general George B. McClellan, el comandante en jefe, de carácter insubordinado y ambicioso, presionó a través de sus subordinados en el Congreso para obtener la renuncia de Scott para el 1 de noviembre de 1861. McClellan lo sucedió como general en jefe.
El general Scott vivió para ver la victoria de la Unión. Murió en West Point, Nueva York y fue sepultado en su cementerio.

## Legado
Scott sirvió a un total de catorce presidentes desde Jefferson hasta Lincoln, y fue un general en activo con trece de ellos, sumando un total de 47 años de servicio. Los historiadores lo estiman como un gran estratega así como un excelente comandante en el campo de batalla. Los documentos de Scott se encuentran en la Biblioteca William L. Clements de la Universidad de Míchigan. La casa de la "Firma del Tratado" era la localización exacta donde el jefe indio Keokuk y el general Winfield Scott firmaron un tratado para terminar la guerra de Black hawk en Davenport Iowa. La casa se ha movido de su lugar original. La casa fue terminada en 1883 por Antoine LeClaire.
Condados, pueblos, lagos y varios lugares por todo Estados Unidos llevan su nombre en su honor así como los lugares de las batallas que ganó dan nombre algunas poblaciones como Cerro Gordo, Churubusco.